# Valea Lupului, Iași
Valea Lupului este o comună în județul Iași, Moldova, România, formată numai din satul de reședință cu același nume. Face parte din Zona Metropolitană Iași.

## Așezare
Comuna se află în vecinătatea vestică a municipiului Iași, pe malul stâng al Bahluiului. Este adiacenta șoselei naționale DN28, care leagă Iașiul de Roman. Din acest drum, în apropiere de Valea Lupului se ramifică șoseaua de centură a Iașului (clasificată ca drum național cu titulatura DN28D), care duce spre sud-vest la Miroslava și Ciurea (unde se termină în DJ248).

## Demografie
Componența etnică a comunei Valea Lupului
     Români (84,69%)
     Alte etnii (0,58%)
     Necunoscută (14,73%)
Componența confesională a comunei Valea Lupului
     Ortodocși (75,33%)
     Romano-catolici (3,04%)
     Creștini după evanghelie (1,07%)
     Atei (1,04%)
     Alte religii (2,6%)
     Necunoscută (16,92%)
Conform recensământului efectuat în 2021, populația comunei Valea Lupului se ridică la 14.510 locuitori, în creștere față de recensământul anterior din 2011, când fuseseră înregistrați 4.982 de locuitori. Majoritatea locuitorilor sunt români (84,69%), iar pentru 14,73% nu se cunoaște apartenența etnică. Din punct de vedere confesional, majoritatea locuitorilor sunt ortodocși (75,33%), cu minorități de romano-catolici (3,04%), creștini după evanghelie (1,07%) și atei (1,04%), iar pentru 16,92% nu se cunoaște apartenența confesională.

## Politică și administrație
Comuna Valea Lupului este administrată de un primar și un consiliu local compus din 17 consilieri. Primarul, Florin-Liviu Dulgheru[*], de la Partidul Național Liberal, este în funcție din octombrie 2020. Începând cu alegerile locale din 2024, consiliul local are următoarea componență pe partide politice:
|  | Partid                          | Consilieri | Componența Consiliului | Componența Consiliului | Componența Consiliului | Componența Consiliului | Componența Consiliului | Componența Consiliului | Componența Consiliului | Componența Consiliului | Componența Consiliului | Componența Consiliului | Componența Consiliului | Componența Consiliului | Componența Consiliului |
|  | ------------------------------- | ---------- | ---------------------- | ---------------------- | ---------------------- | ---------------------- | ---------------------- | ---------------------- | ---------------------- | ---------------------- | ---------------------- | ---------------------- | ---------------------- | ---------------------- | ---------------------- |
|  | Partidul Național Liberal       | 13         |                        |                        |                        |                        |                        |                        |                        |                        |                        |                        |                        |                        |                        |
|  | Uniunea Salvați România         | 2          |                        |                        |                        |                        |                        |                        |                        |                        |                        |                        |                        |                        |                        |
|  | Partidul Social Democrat        | 1          |                        |                        |                        |                        |                        |                        |                        |                        |                        |                        |                        |                        |                        |
|  | Alianța pentru Unirea Românilor | 1          |                        |                        |                        |                        |                        |                        |                        |                        |                        |                        |                        |                        |                        |

## Istorie
Satul Valea Lupului s-a înființat în 1879 și în 1902 făcea parte din comuna Miroslava, parte din Plasa Stavnicul a județului Iași. În 1931, satul este consemnat ca parte a comunei Galata. În 1968, satul a devenit parte din comuna Rediu (redenumită din Rediu-Tătar), comună suburbană a municipiului Iași. Tot atunci a fost alipit satul Beldiman la satul Valea Lupului.
Comuna Valea Lupului s-a înființat în 2004 în cadrul județului Iași, când satul Valea Lupului s-a separat de comuna Rediu.